# Shenzhen–Zhongshan Link
Der Shenzhen–Zhongshan Link (chinesisch 深中通道; kurz auch ShenZhong Link) ist eine Straßenverbindung zwischen Shenzhen und Zhongshan in China. Die Querung des Perlflusses besteht aus mehreren Brücken, Tunneln und künstlichen Inseln. Die rund 24 Kilometer lange, achtspurige Straße verbindet zwei bedeutende Großstädte im Perlflussdelta, in dem sie die Fahrzeit auf etwa einen Viertel reduziert. Sie wurde am 30. Juni 2024 nach einer Bauzeit von etwas über sieben Jahren dem Verkehr übergeben und kostete rund 4,83 Milliarden US$.
Die Straßenverbindung liegt 27 Kilometer flussabwärts von der Humen-Brücke und 32 Kilometer nördlich der Hongkong-Zhuhai-Macau-Brücke am südlichen Ende des Perlflussdeltas.
Das Projekt besteht aus einem 5035 Meter langen Tunnel am Ostufer beim Flughafen Shenzhen und 19 Brückenkonstruktionen. Die zentrale Schrägseilbrücke hat eine Fahrbahnhöhe von 91 Metern und ist damit die Seebrücke mit der höchsten Durchfahrtshöhe der Welt. Die Brückenpfeiler sind 270 Meter hoch. Der Tunnel gilt als breitester Betonröhren-Unterwassertunnel der Welt: Pro Richtung stehen vier Fahrbahnen zur Verfügung.
Chinesische Behörden führten insgesamt zehn Weltrekorde auf für den neuen Bau:
- vorab erwähnte höchste Fahrbahn einer Seebrücke (91 Meter) und somit
- höchste Durchfahrtshöhe einer Seebrücke;
- längste Lichte Weite komplett über Wasser einer Stahlkastenträgerhängebrücke (1666 Meter);
- dickster Brückenpfeiler einer Hängebrücke im Meer (344.000 m³ Beton);
- höchste Windwiderstandsfähigkeit in Tests für eine Hängebrücke (83,7 Meter pro Sekunde);
- breiteste Fahrbahnplatte einer Stahlbrücke mit heiß-gemischten Epoxidharz-Asphaltbelag (378.800 m²);
- längster achtspuriger Absenktunnel mit Gegenverkehr (5035 Meter);
- breitester Unterwasser-Stahlmantelabsenktunnel (bis 55,6 Meter);
- größtes gegossenes Einzelvolumen für ein Stahlmantel-Absenkrohr aus selbstverdichtendem Beton (29.000 m³ pro Segment);
- das breiteste, mehrfach faltbare Fugenband in M-Form, das in der Endverbindung eines Tunnels im Absenkverfahren zum Einsatz kommt (3 Meter).

Erstmals wurde ein Autobahnkreuz unter Wasser errichtet. Die Höchstgeschwindigkeit auf Brücke und Tunnel beträgt 100 km/h.
Im Tunnel wurden zudem neuartige Hochleistungsventilatoren verbaut. Zur Wartung und Kontrolle kommt speziell entwickelte Roboter-Technologie zum Einsatz.